# Adriano Castellesi
Adriano di Corneto, Adriano di Castello o Adriano Castellesi (Corneto, c. 1460 - Véneto, diciembre de 1521 o enero de 1522) fue un eclesiástico italiano. 

## Primeros años
Nacido en el seno de una familia noble oriunda de la Marca de Ancona, sus primeros años son prácticamente desconocidos. 
Siendo protonotario apostólico, en 1488 Inocencio VIII le designó como nuncio papal en el Reino de Escocia; anulado el nombramiento cuando en Roma se tuvieron noticias de la muerte de Jacobo III, Castellesi llegó a Inglaterra, ganándose el favor del arzobispo de Canterbury John Morton y del rey Enrique VII, que le nombró su embajador ante la Santa Sede; en 1489 fue nombrado colector del Óbolo de San Pedro en Inglaterra, prebendado de la Catedral de San Pablo de Londres y rector de St. Dunstan in the East.

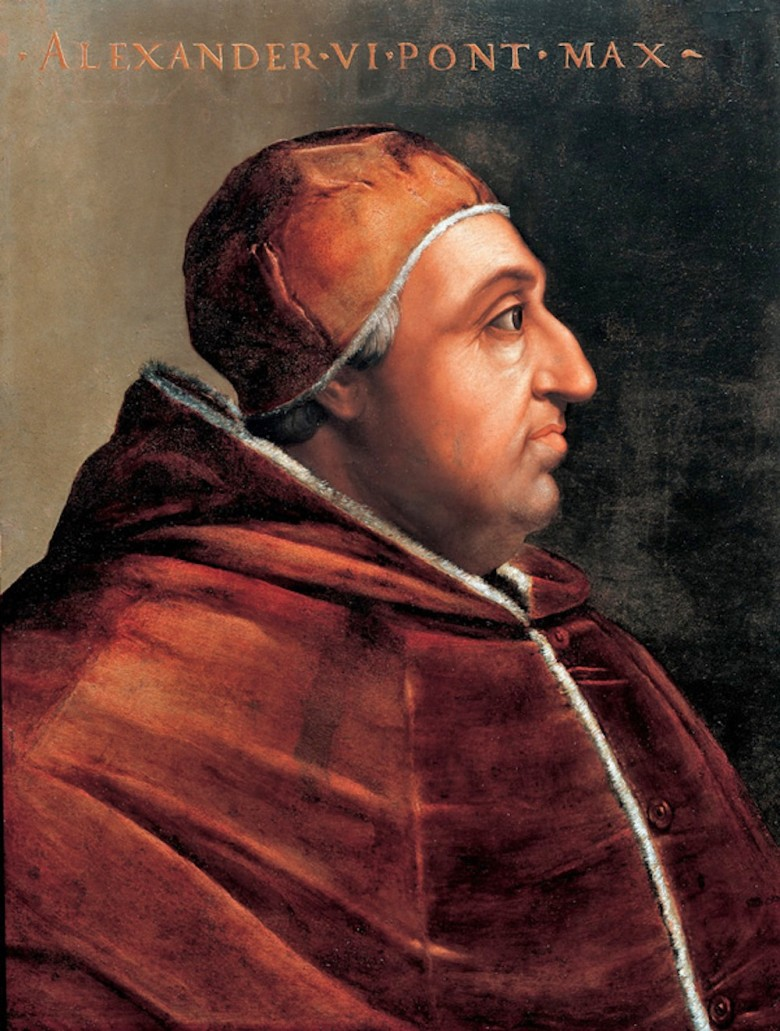
Alejandro VI.

A su regreso a Roma, y tras conseguir la anulación de un matrimonio celebrado hacia 1485 con una dama de la nobleza de Volterra, fue nombrado clérigo de la Cámara Apostólica y secretario de Alejandro VI; en 1500 tesorero pontificio y en 1502 obispo de la diócesis de Hereford, que gestionó mediante su vicario Polidoro Virgilio. Fue por estas fechas que comenzó la construcción del Palazzo Torlona, que en 1505 regaló al rey inglés. 
Fue creado cardenal presbítero en el consistorio celebrado el 31 de mayo de 1503, recibiendo dos días después el capelo y el título de San Crisógono, no sin antes haber tenido que desembolsar una importante cantidad de dinero a cambio. 
Dos meses después tuvo lugar en la villa campestre de Castellesi el banquete al que asistieron Alejandro VI y su hijo César Borgia, tras el cual enfermaron todos los comensales, resultando muerto el papa, sin que hasta la fecha se sepa con certeza si alguno de los Borgia intentaba envenenar a Castellesi o a otros comensales y sus coperos equivocaron los recipientes, 
o si su indisposición fue producto de la malaria.

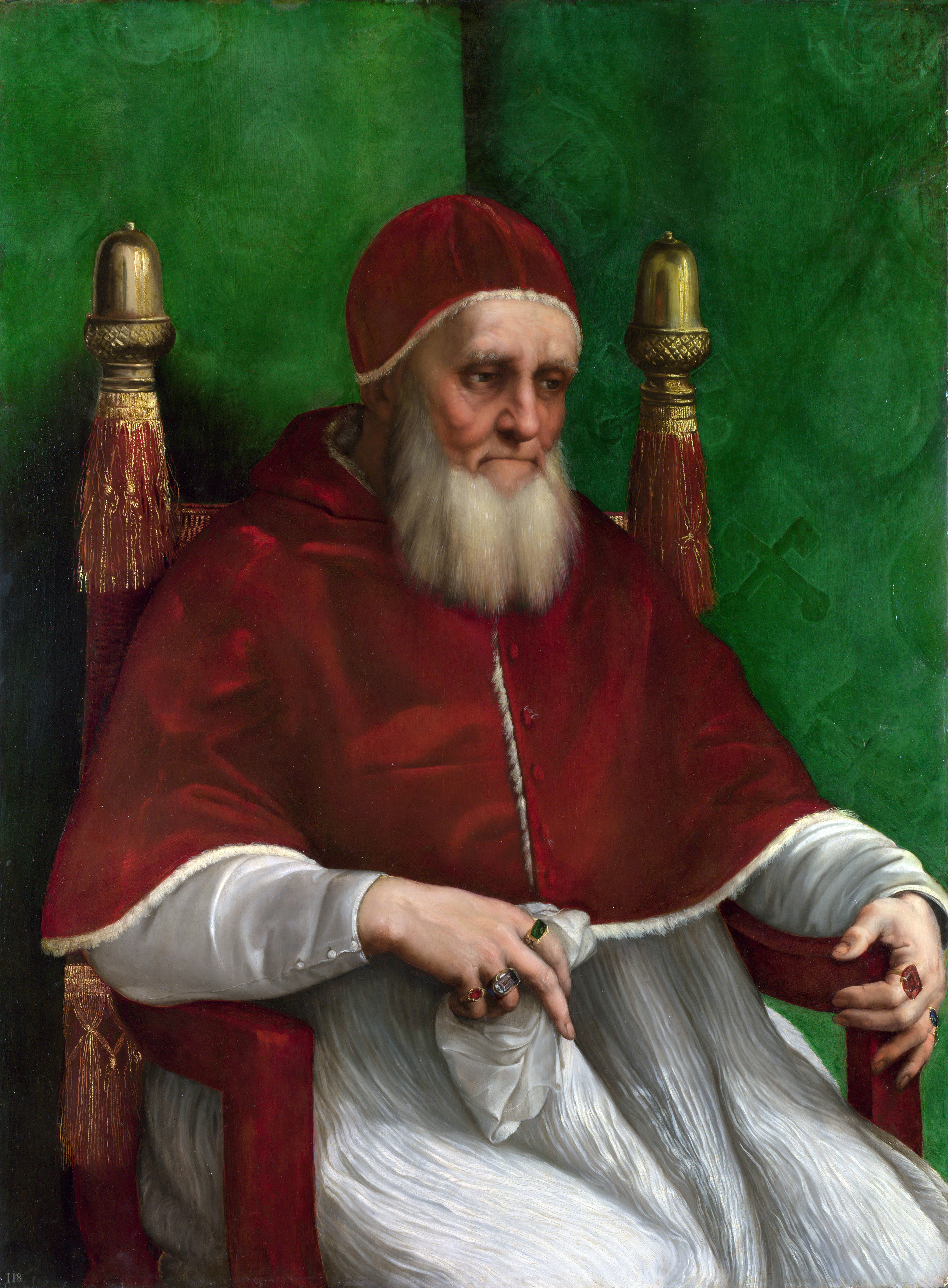
Julio II.

## Pontificado de Julio II
Participó en el cónclave de septiembre de 1503 en que fue elegido papa Pío III, y tras la prematura muerte de éste, en el de octubre del mismo año en que fue coronado Julio II. 
En agosto de 1504 renunció a la diócesis de Hereford para hacerse cargo de la administración de la sede de Bath y Wells; poco después salió de Roma acompañando a Julio II en su campaña a Bolonia en favor de los Bentivoglio, de la que dejó escrita una relación: Iter Iulii Pontificis Romani; de esta época datan también De vera philosophia y el esbozo de De sermone latino, que completó varios años más tarde. 
En 1507, temeroso de la reacción del papa, que se había enterado de las críticas de que le hacía objeto en su correspondencia con el rey inglés, Castellesi huyó a Spoleto, para regresar brevemente a Roma diez días después y volver a marchar en octubre, esta vez a Trani, por aquel entonces en poder de la República de Venecia, donde permaneció hasta que en la primavera de 1509 recibió autorización para residir primero en Padua y después en Riva del Garda con la protección del emperador Maximiliano I de Habsburgo, ante quien había hecho gestiones para conseguir la paz del Sacro Imperio Romano Germánico con Venecia.
Entretanto, en 1511 los cardenales Bernardino López de Carvajal y Sande, Francisco de Borja, Guillaume Briçonnet, René de Prie y Federico Sanseverino, con el apoyo de Luis XII de Francia y Maximiliano I de Habsburgo, habían convocado desde la iglesia de San Francisco de Rímini un concilio que habría de celebrarse en Pisa con el fin de deponer al papa; la convocatoria estaba suscrita también por Castellesi, aunque éste protestó por la utilización fraudulenta de su nombre, negándose a asistir al concilio de Pisa y absteniéndose también de hacerlo al Concilio de Letrán V. 

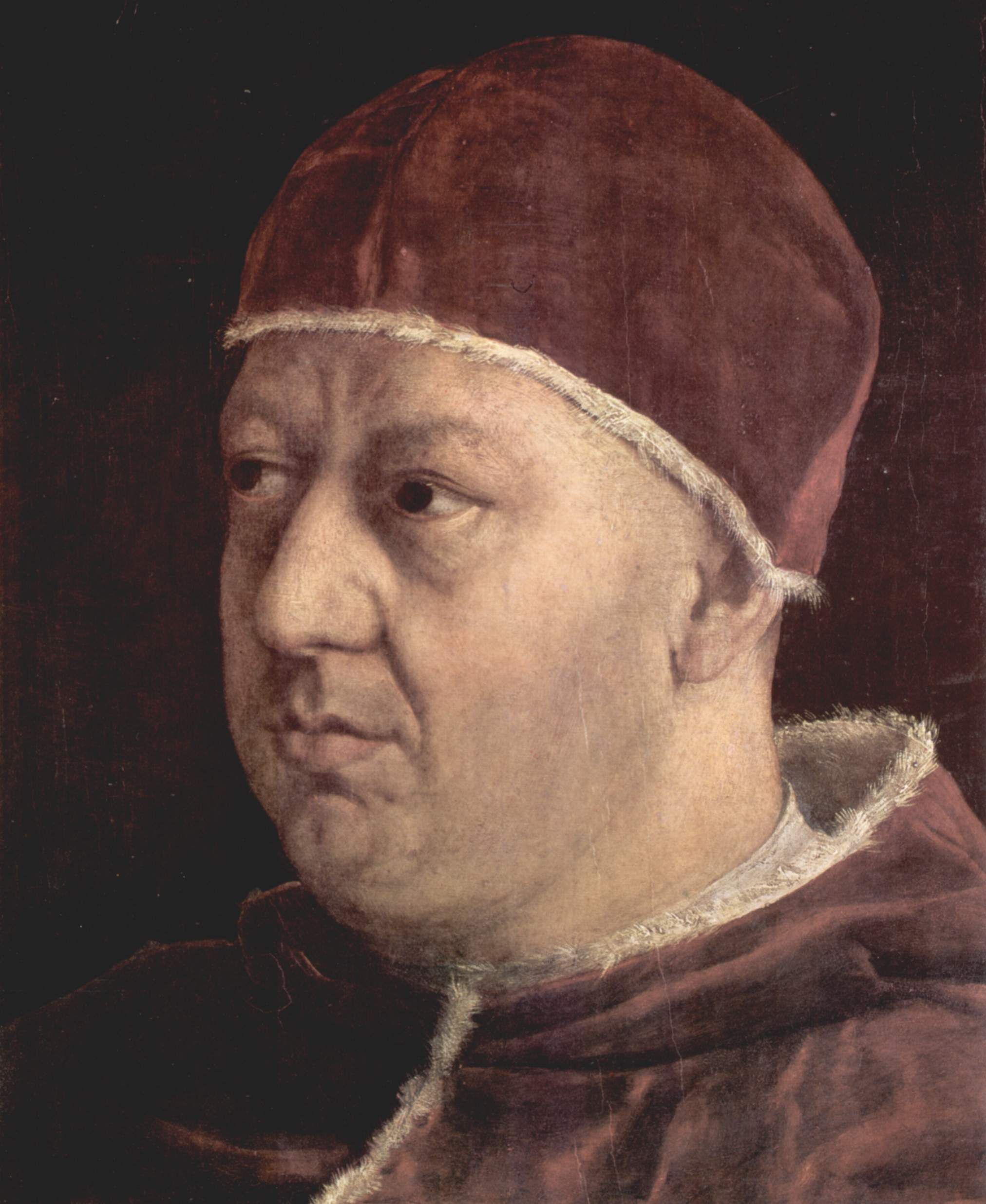
León X.

## Pontificado de León X
Regresó a Roma tras la muerte de Julio II, a tiempo para participar en el cónclave de 1513 en que fue elegido papa León X. 
En 1517 estuvo involucrado en la frustrada conjura que los cardenales Alfonso Petrucci, Bandinello Sauli y Rafael Riario planearon contra la vida del papa; su grado de implicación, al igual que el del cardenal Francesco Soderini, fue el de estar al corriente del complot sin dar aviso al pontífice; ambos fueron condenados al pago de una multa de 12.500 escudos, que poco después fueron elevados al doble. 
Castellesi escapó a Tívoli y embarcó hacia Zadar para después llegar a Venecia, donde se estableció bajo la protección del dogo Leonardo Loredan. 
Requerido repetidas veces por León X para que compareciera en Roma, Castellesi se negó, y a pesar de las intercesiones que en su favor hizo el emperador Maximiliano, en el proceso que se le siguió, dirigido por Francisco de Remolins, Pietro Accolti y Alessandro Farnese, fue hallado culpable de herejía, cisma, lesa majestad y contumacia, depuesto del cardenalato, degradado de sus cargos eclesiásticos y confiscadas sus posesiones en Roma. 
Desde Londres el canciller y cardenal Thomas Wolsey, que en aquellas fechas lideraba la celebración de una tregua universal entre todos los reinos cristianos, presionaba a la Santa Sede para que acelerase el proceso contra Castellesi, consiguiendo al fin quedarse con el obispado que éste tenía en Bath y Wells.
Tras la muerte de León X en diciembre de 1521, partió nuevamente hacia Roma, pero nunca más se tuvieron noticias suyas; se supone que en el camino fue asaltado y asesinado por uno de sus sirvientes.